# 医王寺 (葛飾区)
医王寺（いおうじ）は、東京都葛飾区にある真言宗豊山派の寺院。

## 歴史
1407年（応永14年）、観賢法印によって開山された。開山当初は「薬王寺」という名称であった。その後、国府台合戦の兵火で荒廃した。
1538年（天文7年）の国府台合戦の終結後、ただちに源珍が中興したが、源珍の死後はまた荒廃してしまった。
寛永年間（1624年-1645年）、近くの金蓮院の僧が再度中興した。その際に「医王寺」に改称した。
元々は江戸川のすぐ近くに位置していたが、1915年（大正4年）に現在地に移転した。

### 中興・源珍と蕎麦
源珍（げんしん、寛正6年（1465年）-弘治3年（1557年））は真言宗の僧。
源珍25歳のときに、高野山に入山したが、1521年（大永元年）に高野山で大火があり、その復興勧進のために、源珍は全国行脚することになった。行脚の途上、山中において脚気で動けなくなったところを村人に助けられ、恵比寿天像と蕎麦粉の寄進を受けた。源珍は蕎麦を食べながら、恵比寿天に21日間礼拝したところ、身体が回復したという。
行脚再開後は、各地の農民に蕎麦の栽培を勧め、商人にも蕎麦の流通を勧めた。後に源珍は当寺に定住することになるが、この故事により「そば寺」と呼ばれるようになり、蕎麦店の信仰を集めるようになった。柴又七福神の恵比寿像もこれに由来する。
当寺に安置している地蔵菩薩像「そば地蔵尊」は、源珍を模したものとされており、今もなお蕎麦店関係者が参拝に訪れるという
戦前から昭和40年代までは、蕎麦店が結成した「えびす講」が盛んで、正月や縁日には蕎麦が無料でふるまわれたという。

## 交通アクセス
- 新柴又駅より徒歩2分（経路案内）。